# Franciszek Ksawery Dmochowski

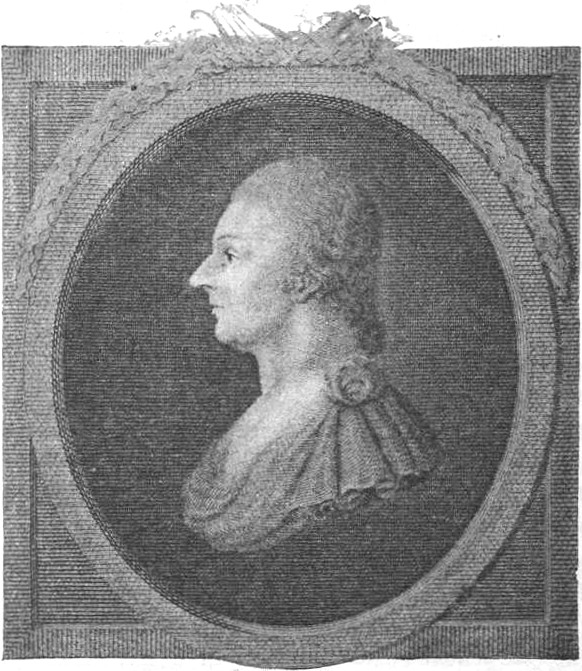
Franciszek Ksawery Dmochowski.

Franciszek Ksawery Dmochowski, född 2 december 1762 i Oprawczyki, död 20 juni 1808 i Błonie, var en polsk politiker och författare. Han var far till Franciszek Salezy Dmochowski.
Dmochowski var professor i poesi och retorik i Warszawa och vann, såsom sekreterare i nationalrådet, stort inflytande i sitt fädernesland. Efter Polens fall (1795) flydde han till Venedig och Paris, där han blev ledamot av den polska nationalkommittén. År 1800 återvände han till Polen och stiftade tillsammans med Julian Ursyn Niemcewicz "Vetenskapsvännernas sällskap" i Warszawa, vilken förening spelade en mycket betydande roll ända till 1831. 
Den polska litteraturen har att tacka Dmochowski för många utmärkta översättningar, såsom av Iliaden (tredje upplagan 1827), några sånger av Odysséen, spridda stycken av John Miltons "Det förlorade paradiset" och Aeneiden (fullbordad av Wincenty Jakubowski, 1809). Vidare utgav Dmochowski en imitation av Horatius "Ars Poetica" (tredje upplagan 1827) och många för sin klassiska stil berömda tal. Största delen av hans arbeten utkom 1826, under titeln Pisma rozmaite (Blandade skrifter).